# Hiroyuki Hosoda
Hiroyuki Hosoda (細田 博之, Hosoda Hiroyuki), né le 5 avril 1944 à Matsue et mort le 10 novembre 2023 à Tokyo, est un homme d'État japonais. Président de la Chambre des représentants du 10 novembre 2021 au 20 octobre 2023, il est secrétaire général du Cabinet de Jun'ichirō Koizumi de 2004 à 2005 et secrétaire général du Parti libéral-démocrate de 2008 à 2009.

## Biographie

### Jeunesse
Hiroyuki Hosoda naît le 5 avril 1944 à Matsue, dans la préfecture de Shimane.
Diplômé de la faculté de droit de l'université de Tokyo, il travaille au ministère du Commerce extérieur et de l'Industrie, de 1967 à 1986, en tant que directeur du bureau de Washington de la Japan National Oil Corporation, de 1983 à 1985, et, en tant que directeur de la division de la politique des prix du bureau de la politique industrielle, de 1985 à 1986,.

### Débuts en politique
Hiroyuki Hosoda quitte le service public en 1986 pour devenir secrétaire de son père, Kichizo Hosoda (1912-2007), membre de la Chambre des représentants. Il est élu pour la première fois à la Chambre des représentants lors des élections législatives de 1990, représentant la première circonscription de la préfecture de Shimane, qui était la circonscription de son père.

### Membre du Cabinet de Jun'ichirō Koizumi
En 2002, Hiroyuki Hosoda est nommé ministre d'État pour Okinawa et les Territoires du Nord, la Protection des données et la Politique scientifique et technologique, également chargé des Technologies de l'information, par le Premier ministre Jun'ichirō Koizumi. Il devient secrétaire général adjoint du Cabinet en septembre 2003, puis est promu secrétaire général du Cabinet et ministre d'État pour l'Égalité des chances après la démission de Yasuo Fukuda en mai 2004.

### Cadre du Parti libéral-démocrate
Après l'élection de Tarō Asō à la présidence du Parti libéral-démocrate (PLD), Hiroyuki Hosoda est nommé secrétaire général du parti. Il occupe cette fonction de septembre 2008 à septembre 2009, date à laquelle il démissionne après la défaite historique du PLD aux élections législatives de 2009. À la suite de l'élection de Shinzō Abe à la tête du PLD en 2012, il est nommé à la tête du Seiwa Seisaku Kenkyukai (Seiwa-kai), la plus grande faction du parti, en remplacement de Nobutaka Machimura.
Hiroyuki Hosoda est brièvement secrétaire général du PLD par intérim après l'hospitalisation de Sadakazu Tanigaki en juillet 2016. En août 2016, il est nommé président du conseil général du PLD.
En 2018, il préside le groupe de travail du PLD sur la réforme de la Constitution du Japon qui rédige une proposition de révision en quatre points, comprenant un amendement de l'article 9 pour faire explicitement référence aux Forces d'autodéfense,. Shinzō Abe nomme Hiroyuki Hosoda à la tête du siège du PLD pour la promotion de la révision de la Constitution en septembre 2019, en remplacement de Hakubun Shimomura, considéré comme plus « dogmatique »,.

### Président de la Chambre des représentants
À la suite des élections législatives de 2021, Hiroyuki Hosoda est élu président de la Chambre des représentants le 10 novembre 2021. Il est le 78e titulaire de cette fonction.

### Liens avec l'Église de l'Unification
Après l'assassinat de Shinzō Abe, dont il était proche, les relations entre Hiroyuki Hosoda et l'Église de l'Unification, communément appelée secte Moon, font l'objet de beaucoup d'interrogations, mais Hiroyuki Hosoda refuse de s'exprimer sur ce sujet en public. Il a toutefois reconnu avoir assisté à huit réunions de l'organisation religieuse et avoir connu les liens noués entre celle-ci et Shinzō Abe,.

### Mort et funérailles
Hiroyuki Hosoda meurt le 10 novembre 2023 à Tokyo, à l'âge de 79 ans. Ses funérailles ont lieu le 15 novembre suivant, en présence du Premier ministre Fumio Kishida, du président de la Chambre des représentants Fukushirō Nukaga, de l'ancien Premier ministre Yoshihide Suga et de plusieurs membres du PLD. 